# Koch Industries
Koch Industries, Inc. é uma empresa privada de conglomerados dos Estados Unidos, com sede em Wichita, Condado de Sedgwick no estado do Kansas, com subsidiárias de fabricação, comércio e investimentos. Em 2020, a Koch Industries ocupou a primeira posição no ranking anual das maiores empresas privadas dos Estados Unidos elaborado pela Forbes.
Atualmente (2022), o herdeiro Charles Koch e a família de Julia Koch, viúva de seu irmão mais novo David (falecido em 2019) têm, cada um, 42% da Koch Industries. Ambos ocupam a décima terceira posição no ranking do bilionários mais ricos Forbes 400.